# راخات علييف
راخات علييف (بالقازاقية: Рахат Әлиев)، هو سياسي ورجل أعمال ودبلوماسي كازاخي ولد في 10 ديسمبر 1962، وتوفي في فيينا (النمسا) في 24 فبراير 2015. وهو أيضا نجل الرئيس الكازاخي نور سلطان نزارباييف (رئيس الجمهورية الاشتراكية كازاخستان 1984 إلى عام 1989 ورئيس جمهورية كازاخستان في الفترة من 1990 إلى اليوم) وزوجته داريغا نزارباييفا ابنة نزارباييف.
في عام 2007، اتهم راخات علييف بالابتزاز والخطف في كازاخستان. حكم عليه بالسجن غيابيا لمدة 20 عاما أوائل عام 2008.
في 24 فبراير 2015، عثر عليه مشنوقا في حمام زنزانة السجن في فيينا حيث تم اعتقاله في انتظار المحاكمة. ويقول محاموه أنهم يعتبرون الموت مشبوها وطالب واحد منهم بـ«تحقيق مفصل» في أسباب الوفيات.